# Masonit

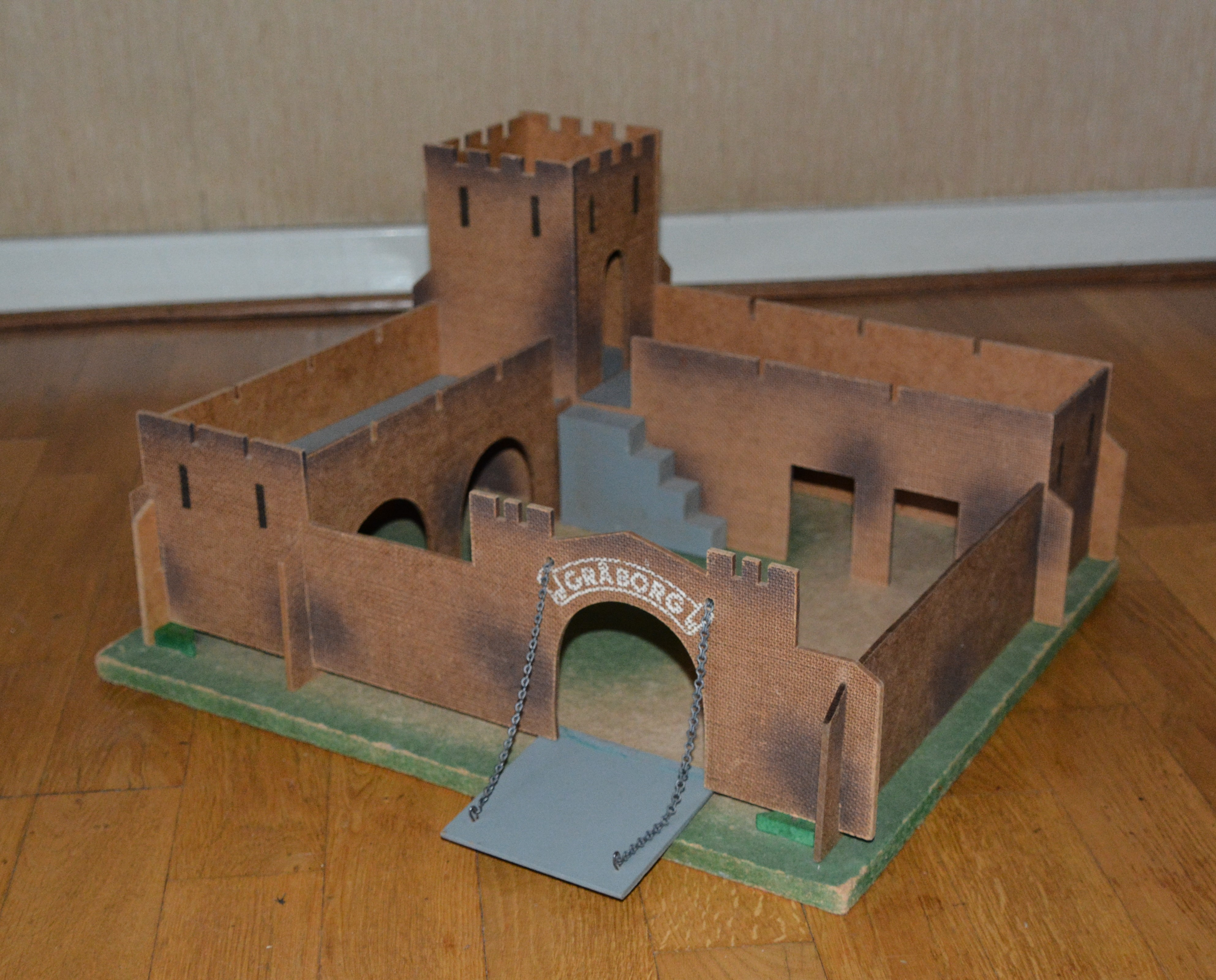
Leksaksborg i masonit från 1950-talet

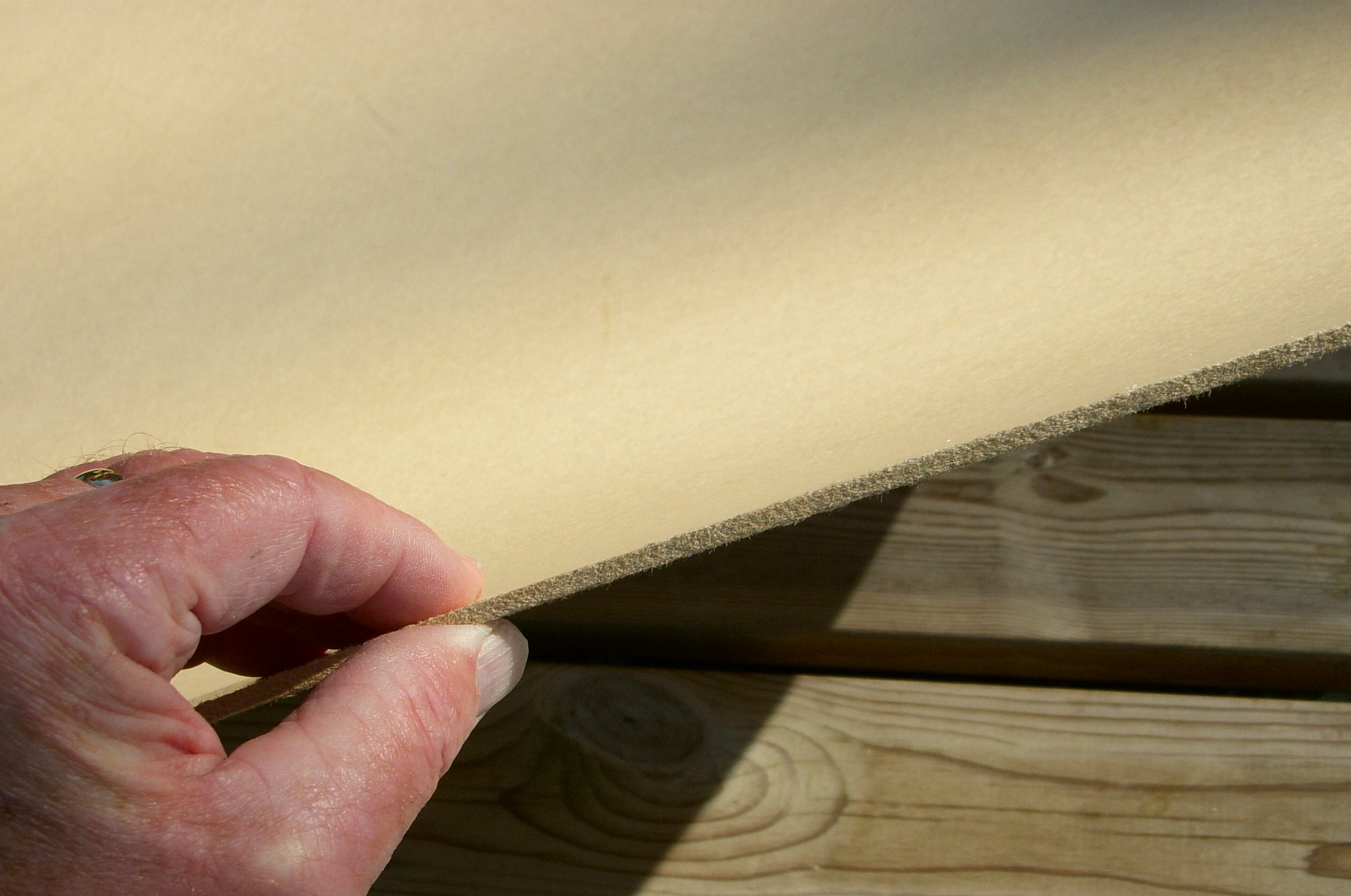
En 3,4 mm masonitskiva, framsidan

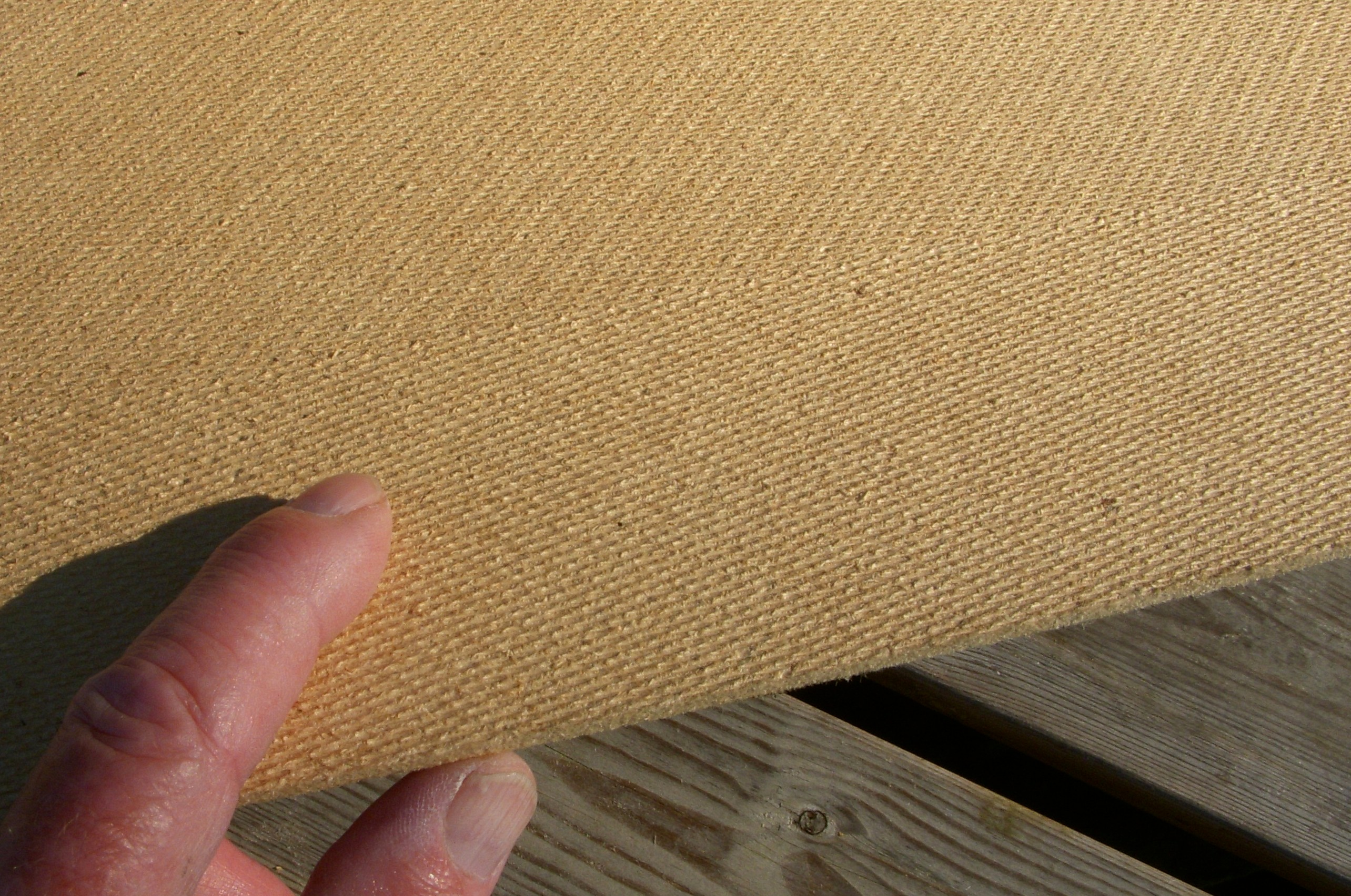
En 3,4 mm masonitskiva, baksidan

Masonit, en generisk term med ursprung i varumärket Masonite, är en form av hård träfiberskiva tillverkad genom att träflis utsätts för högt ångtryck i en stålcylinder under kort tid, varefter trycket hastigt upphör med följd att flisen sprängs sönder. Fibermassan formas och presstorkas sedan vid c:a 200 °C till styva skivor. Till skillnad från spånskiva används inget tillfört lim, utan träets eget lim, lignin, som bindemedel.
Asplundmetoden, defibratormetoden, är en alternativ metod att tillverka masonitskivor. Metoden utvecklades i Sverige på 1930-talet av Arne Asplund. Den bygger på att träflis mjukgörs i ånga, mals till fibrer i en skivkvarn, defibrator, för att sedan torkas under press till masonit. Skillnaden mot masonitmetoden är att flisen inte sprängs genom att utsättas för extremt tryckfall utan istället mals sönder.

## Historik
Tillverkningsprocessen för masonit uppfanns 1924 av Thomas Edisons chefsingenjör William H. Mason, som först försökt, och misslyckats med, att tillverka papper av restflis. Ett par år senare startade Mason produktion i USA och licensierade produktionsrätt till företag i olika delar av världen med så stora inbördes geografiska avstånd att de inte skulle konkurrera med varandra. Ett sågverk i Rundvik hade vid den tiden den i Stockholm verkande grosshandlaren Carl Wikström som huvudägare. Denne blev först i världen, i konkurrens med andra industrimän, att ingå licensavtal med Mason för firma P Wikström Jr:s räkning. Genom Nordmalings Ångsåg AB uppförde Rundviksverken i norra Ångermanland 1928–29 den första masonitfabriken i Europa. Materialet fick sitt svenska genombrott vid Stockholmsutställningen 1930, och kort tid därefter tillverkades möbler, inredning, hus och båtar gjorda av masonit. Dessutom såldes många ritningar och byggsatser för hemmabyggen i masonit.

## Tillverkning
Masonit tillverkades i Rundvikfabriken i Västerbotten, så småningom under företagsnamnet Masonite AB. Konkurrenter tillverkade liknande masonit-skivor som kallades hernit, karlit, torex och treetex.
Boardfabriken Masonite AB sysselsatte omkring 90 personer och omsatte omkring 100 miljoner kronor per år. Masonite AB köptes 2006 av den norska koncernen Byggma ASA. Företaget begärde sig i konkurs den 5 april 2011. Masonite AB var då den enda producenten i Europa som använde sig av Masons tillverkningsprocess. I maj 2012 packades fabriken ihop och skickades till Thailand.